# Ейнар Репше
Ейнарс Репше (лат. Einars Repše; нар. 9 грудня 1961, Єлгава) — латвійський політик і фінансист. Інженер-радіоелектронік. Один із засновників Руху за національну незалежність Латвії.

## Біографія
Закінчив Латвійський державний університет в 1986 р. за спеціальністю «фізика» (спеціалізація — радіоелектроніка).
Політичну діяльність розпочав у 1988 р. як один із засновників Руху за національну незалежність Латвії. Депутат Верховної Ради Латвії з 1990 р.
З 1991 по 2001 займав пост Президента Банку Латвії. У цей період була створена сильна латвійська валюта завдяки жорсткій монетарній політиці (спочатку — латвійський рубль, потім — лат). Випущені в 1992 році банкноти латвійського рубля — перехідної валюти — отримали в побуті, за аналогією з «керенками», назву за прізвищем ініціатора емісії — «репшики», що зберігається до теперішнього часу у боністів.
У 2001 р. повернувся в політику, заснував партію «Новий час» (латис. Jaunais laiks) під гаслом боротьби проти корупції, з листопада 2002 р. — прем'єр-міністр Латвії. Коаліційний уряд Репше проголосив політику боротьби проти корупції та ухилення від податків: ряд високопоставлених осіб піддалися покаранням, в тому числі — Аріс Аудерс, перший міністр охорони здоров'я в самому кабінеті Репше. Крім того, бюджетний дефіцит був знижений з 3 % ВНП в 2002 р. до 1,8 % у 2003 р.
З листопада 2003 розгорається конфлікт між Репше і однієї з партій коаліції — Першою партією Латвії. Репше звинувачував опонентів у протидії боротьбі з корупцією, а опоненти, в свою чергу, ставили йому в провину авторитарні методи управління. У січні 2004 р. представники Першої партії залишили уряд, в результаті чого уряд втратило підтримки парламентської більшості і в лютому того ж року пішов у відставку. Коли пост прем'єра обіймав Індуліс Емсіс, партія «Новий час» перебувала в опозиції, пізніше вона взяла участь в коаліційній уряду Айгарса Калвітіса (з грудня 2004), в якому Репше зайняв пост міністра оборони, однак на цьому посту проявив пасивність і втратив популярність серед виборців.
У 2003 р. Репше придбав велику нерухомість в різних регіонах Латвії на загальну суму 323 718 латів (близько 500 000 євро). При цьому він використовував позики двох найбільших банків Латвії, Hansabanka і Nord/LB Latvia. Опоненти негайно звинуватили його в тому, що він використовував своє становище для отримання «занадто вигідних» умов позик. Угоди розслідував спеціальний комітет латвійського парламенту. У грудні 2005 було розпочато антикорупційне розслідування, у зв'язку з чим Репше пішов у відставку з поста міністра оборони. Попутно було виявлено, що партія Репше отримала фінансові субсидії від підприємців Григорія Крупнікова і Валерія Білоконя, що мали репутацію «олігархів». Це призвело до різкого падіння популярності Репше: якщо в 2000 він вважався одним з політиків з найбільш високою репутацією в Латвії, то до моменту його відходу у відставку він вже став найменш популярним з міністрів.
У 2009 увійшов до кабінету Домбровскіса, зайнявши в ньому пост міністра фінансів (до 2010).